# Бородины (деревня)
Бородины — деревня в Котельничском районе Кировской области в составе Биртяевского сельского поселения.

## География
Располагается на расстоянии менее 2 км на север от райцентра города Котельнич.

## История
Известна с 1802 года как починок Вновь Бородинский с 1 двором. В 1873 году здесь (деревня Бородинская) отмечено дворов 8 и жителей 63, в 1905 (Бородинская или Бородины) 16 и 86, в 1926 (Бородины или Бородинская 1-я) 16 и 106, в 1950 21 и 61, в 1989 году оставалось 13 человек. Настоящее название утвердилось с 1950 года.

## Население
Постоянное население  составляло 8 человек (русские 100%) в 2002 году, 9 в 2010.